# Pikarski roman
Pikarski roman (španjolski: "picaresca", od "pícaro",  u značenju "skitnica" ili "probisvjet") je popularni prozni žanr, najčešće satiričan koji realistično i humoristično ilustrira pustolovine protagonista iz niže socijalne klase koji živi od svoje domišljatosti u korumpiranom društvu. Ovaj stil romana je nastao u Španjolskoj u 16. stoljeću, i procvao diljem Europe u 17. i 18. stoljeću. Utjecajan je na literaturu i danas.

Neka od djela suvremene književnosti koja uključuje elemente pikarskog romana su Gogoljeve Mrtve duše,  Hašekov Dobri vojak Švejk, Pustolovine Huckleberryja Finna Marka Twaina. Od primjera recentnije književnosti tu su Orwellov Nitko i ništa u Parizu i Londonu, Limeni bubanj Güntera Grassa. U hrvatskoj književnosti Ptice nebeske Ive Brešana nose podnaslov 'pikarski roman'.
U ostalim umjetnostima, Sergio Leone je identificirao svoje spaghetti westerne s pikarskim stilom.